# Clasificación para el Campeonato Femenino de la CAF 2024
La Clasificación para la Copa Africana de Naciones Femenina 2024 fue una competición de fútbol femenino que decidió a los equipos participantes de la Copa Africana de Naciones Femenina 2024. Fue la 15.ª edición del torneo bienal de fútbol femenino africano organizado por la Confederación Africana de Fútbol.
Un total de 12 equipos se clasificaron para jugar en el torneo final, incluidos el anfitrión Selección femenina de fútbol de Marruecos que se clasificó automáticamente.

## Sistema de competición
La clasificación se jugará a dos partidos en formato de ida y vuelta. Si el marcador global termina empatado después del partido de vuelta, se aplicará la Regla del gol de visitante y, si, aun así, el marcador seguía empatado, se utilizará la tanda de penales (sin tiempo extra) para determinar el ganador.

## Resultados

### Primera ronda
| Equipo 1                        | Agr.         | Equipo 2              | Ida | Vuelta |
| ------------------------------- | ------------ | --------------------- | --- | ------ |
| Senegal                         | 3–2          | Mozambique            | 1–1 | 2–1    |
| Egipto                          | 8–0          | Sudán del Sur         | 4–0 | 4–0    |
| República Centroafricana        | 1–10         | Malí                  | 1–7 | 0–3    |
| Guinea                          | 11–0         | Mauricio              | 8–0 | 3–0    |
| Nigeria                         | w/o          | Santo Tomé y Príncipe |     |        |
| Cabo Verde                      | 6–2          | Liberia               | 3–0 | 3–2    |
| Uganda                          | 2–3          | Argelia               | 1–2 | 1–1    |
| Burundi                         | 2–2 (5–3 p.) | Etiopía               | 1–1 | 1–1    |
| Guinea Ecuatorial               | w/o          | Libia                 |     |        |
| República Democrática del Congo | 4–2          | Benín                 | 2–1 | 2–1    |
| Costa de Marfil                 | 2–2 (2–4 p.) | Tanzania              | 2–0 | 0–2    |
| Yibuti                          | 0–13         | Togo                  | 0–7 | 0–6    |
| Ruanda                          | 0–12         | Ghana                 | 0–7 | 0–5    |
| Gambia                          | 2–5          | Namibia               | 2–3 | 0–2    |
| Camerún                         | 1–1 (3–4 p.) | Kenia                 | 1–0 | 0–1    |
| Gabón                           | 1–10         | Botsuana              | 1–4 | 0–6    |
| Túnez                           | 12–1         | Níger                 | 7–0 | 5–1    |
| Guinea-Bisáu                    | 0–3          | Congo                 | 0–1 | 0–2    |
| Angola                          | w/o          | Sudán                 |     |        |
| Suazilandia                     | 2–6          | Burkina Faso          | 2–3 | 0–3    |

### Senegal vs Mozambique
| 22 de septiembre de 2023, 17:00 (UTC+0) | Senegal      | 1:1     | Mozambique       | Stade Lat-Dior, Thiès (Senegal), |               |
|                                         | - Ndiaye 59' | Reporte | - Moçambique 57' | Árbitra: [[]]                    | Árbitra: [[]] |

| 25 de septiembre de 2023, 19:00 (UTC+2) | Mozambique       | 1:2     | Senegal                 | Stade Lat-Dior, Thiès (Senegal), |               |
|                                         | - Moçambique 12' | Reporte | - Diop 14' - Ndiaye 85' | Árbitra: [[]]                    | Árbitra: [[]] |

### Egipto vs Sudán
| 20 de septiembre de 2023, 18:00 (UTC+3) | Egipto                                                       | 4:0     | Sudán del Sur | Estadio Petro Sport, El Cairo, |                          |
|                                         | - S. Adam 4' - H. Maustafa 27' - O. Samir 38' - S. Essam 57' | Reporte |               | Árbitra: Dorsaf Ganouati       | Árbitra: Dorsaf Ganouati |

| 24 de septiembre de 2023, 18:00 (UTC+3) | Sudán del Sur | 0:4     | Egipto                                              | Estadio Al-Salam, El Cairo (Egipto), |               |
|                                         |               | Reporte | - S. Adam 17' - H. Maustafa 21' - S. Essam 33', 72' | Árbitra: [[]]                        | Árbitra: [[]] |

### República Centroafricana vs Malí
| 22 de septiembre de 2023, 14:00 (UTC+1) | República Centroafricana | 1:7     | Malí                                                                  | Stade de la Reunificación, Duala, Camerún, |               |
|                                         | - Demba ?'               | Reporte | - A. Diarra ?', ?', ?' - F. Diarra ?' - O. Koné ?' - A. Traoré ?', ?' | Árbitra: [[]]                              | Árbitra: [[]] |

| 26 de septiembre de 2023, 16:30 (UTC+0) | Malí                                            | 3:0 | República Centroafricana | Estadio del 26 de Marzo, Bamako, |               |
|                                         | - A. Diarra 31' - A. Traoré 36' - S. Diarra 58' |     |                          | Árbitra: [[]]                    | Árbitra: [[]] |

### Guinea vs Mauricio
| 21 de septiembre de 2023, 16:00 (UTC+0) | Guinea                                                                                                  | 8:0     | Mauricio | Estadio Général Lansana Conté, Conakri, |               |
|                                         | - Kourouma 9', 75' - Fancinandouno 40', 66' - M. Camara 54' - Lamah 59' - A. Camara 77' - N. Camara 90' | Reporte |          | Árbitra: [[]]                           | Árbitra: [[]] |

| 26 de septiembre de 2023, 18:00 (UTC+4) | Mauricio | 0:3     | Guinea                              | Cote d'Or National Sports Complex, Quatre Bornes, |               |
|                                         |          | Reporte | - A. Camara 5', 38' - M. Camara 32' | Árbitra: [[]]                                     | Árbitra: [[]] |

### Nigeria vs Santo Tomé y Príncipe
| 22 de septiembre de 2023, 16:00 | Nigeria | cancelado | Santo Tomé y Príncipe | Mobolaji Johnson Arena, Lagos, |  |
|                                 |         |           |                       | Árbitra: [[]]                  |  |

| 25 de septiembre de 2023, 19:00 | Santo Tomé y Príncipe | cancelado | Nigeria | [[ ]], [[ ]], |  |
|                                 |                       |           |         | Árbitra: [[]] |  |

Nigeria ganó por walkover y avanzó a la segunda ronda después de que Santo Tomé y Príncipe se retirara antes del partido de ida sin dar el motivo de su retirada.

### Cabo Verde vs Liberia
| 22 de septiembre de 2023, 16:00 (UTC-1) | Cabo Verde                         | 3:0     | Liberia | Estadio Nacional de Cabo Verde, Praia, |               |
|                                         | - Moreira 15', 90+5' - Pereira 53' | Reporte |         | Árbitra: [[]]                          | Árbitra: [[]] |

| 26 de septiembre de 2023, 15:30 (UTC+0) | Liberia                         | 2:3     | Cabo Verde                              | Complejo Deportivo Samuel Kanyon Doe, Monrovia, |               |
|                                         | - Agbotsu 13' - Kpan 70' (pen.) | Reporte | - Pereira 10' - Santos 23' - Borges 38' | Árbitra: [[]]                                   | Árbitra: [[]] |

### Uganda vs Argelia
| 20 de septiembre de 2023, 16:00 (UTC+3) | Uganda                | 1:2     | Argelia                      | FUFA Technical Centre, Njeru, |                           |
|                                         | - Najjemba 87' (pen.) | Reporte | - Chebel 47' - Karchouni 51' | Árbitra: Tatu Nuru Malogo     | Árbitra: Tatu Nuru Malogo |

| 26 de septiembre de 2023, 19:00 (UTC+1) | Argelia       | 1:1 | Uganda                | Estadio Miloud Hadefi, Orán,  |                               |
|                                         | - Bouhenni 5' |     | - Najjemba 67' (pen.) | Árbitra: Chahenda El Maghribi | Árbitra: Chahenda El Maghribi |

### Burundi vs Etiopía
| 22 de septiembre de 2023, 15:00 (UTC+3) | Burundi           | 1:1     | Etiopía          | Estadio Abebe Bikila, Adís Abeba (Etiopía), |               |
|                                         | - Kanyamuneza 49' | Reporte | - Asresahegn 38' | Árbitra: [[]]                               | Árbitra: [[]] |

| 26 de septiembre de 2023, 15:30 (UTC+3) | Etiopía                        | 1:1 (3:5 p.)               | Burundi                                                    | Estadio Abebe Bikila, Adís Abeba, |               |
|                                         | - Asresahegn 19'               | Reporte                    | - Niyonkuru 49'                                            | Árbitra: [[]]                     | Árbitra: [[]] |
|                                         |                                | Tiros desde el punto penal |                                                            |                                   |               |
|                                         | - Abera - Yien - Kalsa - Amare |                            | - Kanyamuneza - R. Bukuru - Nahimana - Niyonkuru - Djafari |                                   |               |

### Guinea Ecuatorial vs Libia
| 17 de septiembre de 2023, 19:00 | Guinea Ecuatorial | cancelado | Libia | [[ ]], [[ ]], |  |
|                                 |                   |           |       | Árbitra: [[]] |  |

| 25 de septiembre de 2023, 19:00 | Libia | cancelado | Guinea Ecuatorial | [[ ]], [[ ]], |  |
|                                 |       |           |                   | Árbitra: [[]] |  |

Guinea Ecuatorial ganó por walkover y avanzó a la segunda ronda después de que Libia se retirara antes del partido de ida debido a las consecuencias de las inundaciones de Libia de 2023.

### República Democrática del Congo vs Benín
| 22 de septiembre de 2023, 15:30 (UTC+1) | República Democrática del Congo | 2:1     | Benín        | Estadio de los Mártires, Kinsasa, |               |
|                                         | - Pambani 14' - Kaba-Kaba 56'   | Reporte | - Gnammi 30' | Árbitra: [[]]                     | Árbitra: [[]] |

| 26 de septiembre de 2023, 17:00 (UTC+1) | Benín       | 1:2     | República Democrática del Congo | Stade de l'Amitié, Cotonú, |               |
|                                         | - Gnammi 5' | Reporte | - Kanjinga 31' - Kaba-Kaba 34'  | Árbitra: [[]]              | Árbitra: [[]] |

### Costa de Marfil vs Tanzania
| 22 de septiembre de 2023, 15:30 (UTC+0) | Costa de Marfil             | 2:0     | Tanzania | Estadio de Yamusukro, Yamusukro, |                      |
|                                         | - Abrogoua 48' - Guehai 55' | Reporte |          | Árbitra: Ghada Mehat             | Árbitra: Ghada Mehat |

| 26 de septiembre de 2023, 16:00 (UTC+3) | Tanzania                                        | 2:0 (4:2 p.)               | Costa de Marfil                       | Chamazi Stadium, Dar es Salaam, |               |
|                                         | - Minja 50' - Clement 52'                       | Reporte                    |                                       | Árbitra: [[]]                   | Árbitra: [[]] |
|                                         |                                                 | Tiros desde el punto penal |                                       |                                 |               |
|                                         | - Mabanza - Katunzi - Kasonga - Minja - Clement |                            | - Diakité - Kpaho - Guehai - Kakounan |                                 |               |

### Yibuti vs Togo
| 22 de septiembre de 2023, 14:30 (UTC+0) | Yibuti | 0:7     | Togo                                                                       | Estadio de Kégué, Lomé (Togo), |               |
|                                         |        | Reporte | - Woedikou 8', 47', 76', 90' - N'djambara 25' - Gnintegma 32' - Kayaba 76' | Árbitra: [[]]                  | Árbitra: [[]] |

| 26 de septiembre de 2023, 15:30 (UTC+0) | Togo                                                             | 6:0     | Yibuti | Estadio de Kégué, Lomé, |               |
|                                         | - Woedikou 4', 15', 40' - Koudjoukalo 31', 89' - Adinda-Apko 66' | Reporte |        | Árbitra: [[]]           | Árbitra: [[]] |

### Ruanda vs Ghana
| 20 de septiembre de 2023, 15:00 (UTC+2) | Ruanda | 0:7     | Ghana                                                                   | Estadio Regional Nyamirambo, Kigali, |               |
|                                         |        | Reporte | - Boaduwaa 3' - Badu 14', 64' - Adubea 28' - Kusi 51' - Achiaa 76', 81' | Árbitra: [[]]                        | Árbitra: [[]] |

| 26 de septiembre de 2023, 16:00 (UTC+0) | Ghana                                            | 5:0     | Ruanda | Estadio Ohene Djan, Acra,   |                             |
|                                         | - Kusi 22', 26', 37' - Badu 42' - Nyamekye 90+3' | Reporte |        | Árbitra: Jacqueline Nikiema | Árbitra: Jacqueline Nikiema |

### Gambia vs Namibia
| 21 de septiembre de 2023, 15:00 (UTC+0) | Gambia                   | 2:3     | Namibia                                  | Estadio Moulay Hassan, Rabat (Marruecos), |               |
|                                         | - Kanteh 24', 59' (pen.) | Reporte | - Mulunga 14' - Kooper 19' - Coleman 75' | Árbitra: [[]]                             | Árbitra: [[]] |

| 24 de septiembre de 2023, 17:00 (UTC+2) | Namibia            | 2:0     | Gambia | Estadio Moulay Hassan, Rabat (Marruecos), |               |
|                                         | - Coleman 15', 37' | Reporte |        | Árbitra: [[]]                             | Árbitra: [[]] |

### Camerún vs Kenia
| 22 de septiembre de 2023, 19:00 (UTC+1) | Camerún        | 1:0     | Kenia | Stade de la Reunificación, Douala, |                               |
|                                         | - Manbolamo 8' | Reporte |       | Árbitra: Antsino Twanyanyukwa      | Árbitra: Antsino Twanyanyukwa |

| 26 de septiembre de 2023, 15:00 (UTC+3) | Kenia                                   | 1:0 (4:3 p.)               | Camerún                                                 | Estadio Nacional Nyayo, Nairobi, |               |
|                                         | - Shilwatso 75'                         | Reporte                    |                                                         | Árbitra: [[]]                    | Árbitra: [[]] |
|                                         |                                         | Tiros desde el punto penal |                                                         |                                  |               |
|                                         | - Ingosi - #19 - Andibo - Adam - Aquino |                            | - Eto - Meyong - Toko Njoya - Meffometou - Nchout Njoya |                                  |               |

### Gabón vs Botsuana
| 22 de septiembre de 2023, 16:30 (UTC+2) | Gabón                  | 1:4     | Botsuana                                               | Stade de Franceville, Franceville, |                       |
|                                         | Assengone 90+3' (pen.) | Reporte | - Radiakanyo 56' - Ontlametse 76', 89' - Tholakele 90' | Árbitra: Greta Musimu              | Árbitra: Greta Musimu |

| 26 de septiembre de 2023, 15:00 (UTC+2) | Botsuana                                                                             | 6:0     | Gabón | Lobatse Stadium, Lobatse, |               |
|                                         | - Radiakanyo 8' - Ontlametse 10', 30' - Baeletsi 40' - Dithebe 45+4' - Gaofetoge 57' | Reporte |       | Árbitra: [[]]             | Árbitra: [[]] |

### Túnez vs Níger
| 22 de septiembre de 2023, 16:00 (UTC+1) | Túnez                                                             | 7:0 | Níger | Stade municipal de Soliman, Soliman, |               |
|                                         | - Houij 14', 58' - Klai 43' - Ellouzi 67', 80', 90+2' - Hamdi 73' |     |       | Árbitra: [[]]                        | Árbitra: [[]] |

| 26 de septiembre de 2023, 15:30 (UTC+1) | Níger              | 1:5 | Túnez                                                           | [[ ]], [[ ]], |               |
|                                         | - Hamed 90' (pen.) |     | - Ellouzi 9', 49' - Mamay 15' - Houij 45+1' (pen.) - Zemzem 77' | Árbitra: [[]] | Árbitra: [[]] |

### Guinea Bisáu vs Congo
| 21 de septiembre de 2023, 15:30 (UTC+0) | Guinea-Bisáu | 0:1 | Congo         | Estadio 24 de Septiembre, Bisáu, |               |
|                                         |              |     | - Mabahou 89' | Árbitra: [[]]                    | Árbitra: [[]] |

| 26 de septiembre de 2023, 15:30 (UTC+1) | Congo                     | 2:0 | Guinea-Bisáu | Estadio Alphonse Massemba-Débat, Brazaville, |               |
|                                         | - Senga 58' - Dembélé 78' |     |              | Árbitra: [[]]                                | Árbitra: [[]] |

### Angola vs Sudán
| 19 de septiembre de 2023, 19:00 | Angola | cancelado | Sudán | [[ ]], [[ ]], |  |
|                                 |        |           |       | Árbitra: [[]] |  |

| 25 de septiembre de 2023, 19:00 | Sudán | cancelado | Angola | [[ ]], [[ ]], |  |
|                                 |       |           |        | Árbitra: [[]] |  |

Angola ganó por walkover y avanzó a la segunda ronda después de que Sudán se retirara antes del partido de ida sin entregar el motivo de su retirada.

### Suazilandia vs Burkina Faso
| 20 de septiembre de 2023, 15:00 (UTC+2) | Suazilandia                         | 2:3 | Burkina Faso                                 | Estadio Nacional Somhlolo, Lobamba, |               |
|                                         | - Simelane 47' - Ngcamphalala 90+1' |     | - Belem 16' - R. Sawadogo 20' - Compaore 32' | Árbitra: [[]]                       | Árbitra: [[]] |

| 26 de septiembre de 2023, 16:00 (UTC+0) | Burkina Faso                | 3:0 | Suazilandia | Estadio de Yamusukro, Yamusukro (Costa de Marfil), |               |
|                                         | - Kabré 8', 19' - Zongo 61' |     |             | Árbitra: [[]]                                      | Árbitra: [[]] |

## Segunda ronda
| Equipo 1          | Agr.   | Equipo 2                        | Ida   | Vuelta |
| ----------------- | ------ | ------------------------------- | ----- | ------ |
| Senegal           | 4 – 0  | Egipto                          | 4 – 0 | 0 – 0  |
| Malí              | 10 – 2 | Guinea                          | 7 – 2 | 3 – 0  |
| Nigeria           | 7 – 1  | Cabo Verde                      | 5 – 0 | 2 – 1  |
| Argelia           | 6 – 1  | Burundi                         | 5 – 1 | 1 – 0  |
| Guinea Ecuatorial | 2 – 3  | República Democrática del Congo | 1 – 1 | 1 – 2  |
| Tanzania          | 3 – 2  | Togo                            | 3 – 0 | 0 – 2  |
| Ghana             | 3 – 2  | Namibia                         | 3 – 1 | 0 – 1  |
| Kenia             | 1 – 2  | Botsuana                        | 1 – 1 | 0 – 1  |
| Túnez             | 6 – 3  | Congo                           | 5 – 2 | 1 – 1  |
| Angola            | 0 – 12 | Zambia                          | 0 – 6 | 0 – 6  |
| Burkina Faso      | 1 – 3  | Sudáfrica                       | 1 – 1 | 0 – 2  |

### Senegal vs Egipto
| 30 de noviembre de 2023, 17:00 (UTC+0) | Senegal                                            | 4:0     | Egipto | Stade Lat-Dior, Thiès, |               |
|                                        | - Babou 26' - Ndiaye 30' - H. Diallo 68' - Sow 88' | Reporte |        | Árbitra: [[]]          | Árbitra: [[]] |

| 5 de diciembre de 2023, 18:00 (UTC+2) | Egipto | 0:0 | Senegal | Al Salam Stadium, El Cairo, |  |
|                                       |        |     |         | Árbitra: [[]]               |  |

### Mali vs Guinea
| 30 de noviembre de 2023, 16:30 (UTC+0) | Malí                                                                                      | 7:2     | Guinea                     | Stade du 26 Mars, Bamako, |               |
|                                        | - A. Diarra 5', 45+2', 69' - Dembelé 11' - Sogoré 34' - Baradji 83' - Traoré 90+2' (pen.) | Reporte | - Lamah 39' - Kourouma 90' | Árbitra: [[]]             | Árbitra: [[]] |

| 5 de diciembre de 2023, 17:00 (UTC+0) | Guinea | 0:3 | Malí                                         | General Lansana Conté Stadium, Conakry, |               |
|                                       |        |     | - F. Diarra 41' - Koné 57' - A. Diarra 90+4' | Árbitra: [[]]                           | Árbitra: [[]] |

### Nigeria vs Cabo Verde
| 30 de noviembre de 2023, 16:00 (UTC+1) | Nigeria                                            | 5:0     | Cabo Verde | Onikan Stadium, Lagos, |               |
|                                        | - Kanu 7', 45+1' - Monday 25' - Okoronkwo 66', 77' | Reporte |            | Árbitra: [[]]          | Árbitra: [[]] |

| 5 de diciembre de 2023, 16:00 16:00 (UTC-1) | Cabo Verde  | 1:2 | Nigeria                         | Estádio Nacional de Cabo Verde, Praia, |               |
|                                             | - Fortes 8' |     | - Okoronkwo 62' - Ajibade 90+3' | Árbitra: [[]]                          | Árbitra: [[]] |

### Argelia vs Burundi
| 30 de noviembre de 2023, 20:00 (UTC+1) | Argelia                                              | 5:1     | Burundi            | Miloud Hadefi Stadium, Oran,    |                                 |
|                                        | - Boutaleb 32', 43', 67' - Boussaha 65' - Chebel 80' | Reporte | - Niyomwungere 29' | Árbitra: Aline Guimbang A Etong | Árbitra: Aline Guimbang A Etong |

| 5 de diciembre de 2023, 17:00 (UTC+3) | Burundi | 0:1 | Argelia        | Stade du 5 Juillet, Argel Argelia, |                              |
|                                       |         |     | - Boutaleb 17' | Árbitra: Dominique Hanjavola       | Árbitra: Dominique Hanjavola |

### Guinea Ecuatorial vs República Democrática del Congo
| 1 de diciembre de 2023, 16:00 (UTC+1) | Guinea Ecuatorial | 1:1 | República Democrática del Congo | Estadio de Malabo, Malabo, |               |
|                                       | - Obono 20'       |     | - Kabakaba 72'                  | Árbitra: [[]]              | Árbitra: [[]] |

| 5 de diciembre de 2023, 13:30 (UTC+1) | República Democrática del Congo | 2:1 | Guinea Ecuatorial | Stade des Martyrs, Kinshasa, |               |
|                                       | - Kanjinga 55' - Kipoyi 75'     |     | - Obono 45'       | Árbitra: [[]]                | Árbitra: [[]] |

### Tanzania vs Togo
| 30 de noviembre de 2023, 16:00 (UTC+3) | Tanzania                             | 3:0 | Togo | Azam Complex Stadium, Dar es Salaam, |               |
|                                        | - Clement 45', 81' - Yawa 50' (a.g.) |     |      | Árbitra: [[]]                        | Árbitra: [[]] |

| 5 de diciembre de 2023, 17:00 (UTC+1) | Togo                            | 2:0 | Tanzania | Stade de Kégué, Lomé, |               |
|                                       | - Kayaba 67' - Gnintegma 90+12' |     |          | Árbitra: [[]]         | Árbitra: [[]] |

### Ghana vs Namibia
| 1 de diciembre de 2023, 15:30 (UTC+0) | Ghana                            | 3:1 | Namibia             | Accra Sports Stadium, Acra, |                      |
|                                       | - Boaduwaa 26', 58' - Boakye 37' |     | - Boakye 69' (a.g.) | Árbitra: Ghada Mehat        | Árbitra: Ghada Mehat |

| 5 de diciembre de 2023, 14:00 (UTC+1) | Namibia       | 1:0 | Ghana | Lucas Moripe Stadium, Pretoria (South Africa), |               |
|                                       | - Nanamus 15' |     |       | Árbitra: [[]]                                  | Árbitra: [[]] |

### Kenia vs Botsuana
| 29 de noviembre de 2023, 15:00 (UTC+3) | Kenia                 | 1:1     | Botsuana      | Nyayo National Stadium, Nairobi, |               |
|                                        | - Nekesa 45+4' (pen.) | Reporte | - Dithebe 37' | Árbitra: [[]]                    | Árbitra: [[]] |

| 5 de diciembre de 2023, 18:00 (UTC+1) | Botsuana      | 1:0 | Kenia | Botswana National Stadium, Gaborone, |               |
|                                       | - Dithebe 62' |     |       | Árbitra: [[]]                        | Árbitra: [[]] |

### Túnez vs Congo
| 29 de noviembre de 2023, 14:30 (UTC+1) | Túnez                                            | 5:2     | Congo         | Stade municipal de Soliman, Soliman, |               |
|                                        | - Zemzem 13', 37', 57' - Houij 44' - Ellouzi 50' | Reporte | [[\|]] [[\|]] | Árbitra: [[]]                        | Árbitra: [[]] |

| 5 de diciembre de 2023, 15:30 (UTC+1) | Congo         | 1:1 | Túnez         | Stade Alphonse Massemba-Débat, Brazzaville, |               |
|                                       | - Bouanga 18' |     | - Ellouzi 46' | Árbitra: [[]]                               | Árbitra: [[]] |

### Angola vs Zambia
| 29 de noviembre de 2023, 16:00 (UTC+1) | Angola | 0:6     | Zambia                                                                       | Estádio 22 de Junho, Luanda, |               |
|                                        |        | Reporte | - Mweemba 40' - B. Banda 44' (pen.), 45+2', 64' - Lungu 52' - Kundananji 87' | Árbitra: [[]]                | Árbitra: [[]] |

| 5 de diciembre de 2023, 18:00 (UTC+2) | Zambia                                                                           | 6:0 | Angola | Nkoloma Stadium, Lusaka, |               |
|                                       | - Kundananji 5', 86' - B. Banda 14' - S. Banda 46' - Chitundu 71' - E. Banda 76' |     |        | Árbitra: [[]]            | Árbitra: [[]] |

### Burkina Faso vs Sudáfrica
| 30 de noviembre de 2023, 17:00 (UTC+1) | Burkina Faso | 1:1     | Sudáfrica    | Charles Konan Banny Stadium, Yamoussoukro (Ivory Coast), |                      |
|                                        | - Konaté 68' | Reporte | - Magaia 56' | Árbitra: Aissata Lam                                     | Árbitra: Aissata Lam |

| 4 de diciembre de 2023, 15:00 (UTC+1) | Sudáfrica                           | 2:0 | Burkina Faso | Lucas Moripe Stadium, Pretoria, |               |
|                                       | - Motlhalo 56' (pen.) - Michael 86' |     |              | Árbitra: [[]]                   | Árbitra: [[]] |

## Clasificados Ronda Final
| Marruecos                       |
| Sudáfrica                       |
| Argelia                         |
| Ghana                           |
| Botsuana                        |
| República Democrática del Congo |
| Ghana                           |
| Túnez                           |
| Senegal                         |
| Zambia                          |
| Tanzania                        |
| Malí                            |
| Nigeria                         |